# Lo Pègue
Le Pègue és un municipi francès situat al departament de la Droma i a la regió d'Alvèrnia-Roine-Alps. L'any 2007 tenia 381 habitants.

## Demografia

### Població
El 2007 la població de fet de Le Pègue era de 381 persones. Hi havia 156 famílies de les quals 50 eren unipersonals (19 homes vivint sols i 31 dones vivint soles), 51 parelles sense fills, 39 parelles amb fills i 16 famílies monoparentals amb fills.
La població ha evolucionat segons el següent gràfic:
Habitants censats

### Habitatges
El 2007 hi havia 235 habitatges, 175 eren l'habitatge principal de la família, 48 eren segones residències i 12 estaven desocupats. 201 eren cases i 34 eren apartaments. Dels 175 habitatges principals, 113 estaven ocupats pels seus propietaris, 54 estaven llogats i ocupats pels llogaters i 8 estaven cedits a títol gratuït; 2 tenien una cambra, 12 en tenien dues, 41 en tenien tres, 61 en tenien quatre i 59 en tenien cinc o més. 118 habitatges disposaven pel capbaix d'una plaça de pàrquing. A 91 habitatges hi havia un automòbil i a 76 n'hi havia dos o més.

### Piràmide de població
La piràmide de població per edats i sexe el 2009 era:
| Homes | Edats   | Dones |
| ----- | ------- | ----- |
| 0     | 95 o +  | 0     |
| 0     | 90 a 94 | 4     |
| 0     | 85 a 89 | 4     |
| 12    | 80 a 84 | 0     |
| 8     | 75 a 79 | 20    |
| 8     | 70 a 74 | 8     |
| 4     | 65 a 69 | 8     |
| 0     | 60 a 64 | 12    |
| 4     | 55 a 59 | 4     |
| 20    | 50 a 54 | 12    |
| 24    | 45 a 49 | 20    |
| 8     | 40 a 44 | 16    |
| 24    | 35 a 39 | 12    |
| 8     | 30 a 34 | 4     |
| 24    | 25 a 29 | 8     |
| 8     | 20 a 24 | 12    |
| 8     | 15 a 19 | 12    |
| 8     | 10 a 14 | 4     |
| 12    | 5 a 9   | 8     |
| 12    | 0 a 4   | 4     |

## Economia
El 2007 la població en edat de treballar era de 250 persones, 184 eren actives i 66 eren inactives. De les 184 persones actives 163 estaven ocupades (80 homes i 83 dones) i 22 estaven aturades (9 homes i 13 dones). De les 66 persones inactives 23 estaven jubilades, 20 estaven estudiant i 23 estaven classificades com a «altres inactius».

### Ingressos
El 2009 a Le Pègue hi havia 163 unitats fiscals que integraven 378,5 persones, la mediana anual d'ingressos fiscals per persona era de 17.737 €.

### Activitats econòmiques
Dels 16 establiments que hi havia el 2007, 1 era d'una empresa alimentària, 6 d'empreses de construcció, 6 d'empreses de comerç i reparació d'automòbils, 1 d'una empresa d'hostatgeria i restauració, 1 d'una empresa de serveis i 1 d'una empresa classificada com a «altres activitats de serveis».
Dels 3 establiments de servei als particulars que hi havia el 2009, 1 era un paleta i 2 guixaires pintors.
L'únic establiment comercial que hi havia el 2009 era una fleca.
L'any 2000 a Le Pègue hi havia 16 explotacions agrícoles que ocupaven un total de 198 hectàrees.

## Equipaments sanitaris i escolars
El 2009 hi havia una escola elemental integrada dins d'un grup escolar amb les comunes properes formant una escola dispersa.

## Poblacions més properes
El següent diagrama mostra les poblacions més properes.